# Luís Cristóvão dos Santos

Luís Cristóvão dos Santos

Luís Cristóvão dos Santos (* 25. Dezember 1916 in Pesqueira, Brasilien; † 30. Juni 1997 in Recife, Brasilien) war ein brasilianischer Soziologe, Anthropologe, Folklorist, Kolumnist, Schriftsteller, Jurist und Journalist.
Er studierte in Pesqueira und in Recife und schloss sein Studium 1944 mit einem Bachelor in Rechtswissenschaft und Sozialwissenschaften an der Faculdade de Direito do Recife ab. Er war nach seinem Studium Staatsanwalt in verschiedenen Bezirken des Hinterlandes von Pernambuco. In den 1950er-Jahren war er Chef der Zeitung Gazeta do Pajeú. Von 1947 an war er Delegat der União Democrática Nacional und wurde auch zu deren stellvertretendem Vorsitzenden gewählt.
1955 war er Kandidat der Linken für den Vize-Präfekten der Stadt Arcoverde. Er war am kulturellen und politischen Leben Pernambucos beteiligt. Nach dem frühen Tod eines Kindes zog er sich zurück.
Schon seit seiner Jugend war dos Santos Schriftsteller. Darüber hinaus war er journalistisch tätig, unter anderem schrieb er für A Voz do Sertão, Gazeta do Pajeú, Diario de Pernambuco und das Jornal do Commercio und einige weitere brasilianische Medien. Er trug auch zu mehreren Büchern, Dokumentationen und Filmreportagen über den brasilianischen Dschungel und den Rio Pajeú bei.
Er war Mitglied der Academia Pernambucana de Letras (Stuhl 4) und Namenspatron des Stuhles 12 der Academia Pesqueirense de Letras e Artes, den erstmals Jarival Cordeiro do Amaral einnahm. Zweimal erhielt er den Prêmio Othon Bezerra de Mello, zunächst 1955 für das Buch Caminhos do Pajeú, das mehr als ein Jahr die Verkaufslisten in Rio de Janeiro anführte und schließlich 1970 für Caminhos do Sertão. 1970 erhielt er auch eine Verdienstmedaille der Fundação Joaquim Nabuco für seine Beiträge zur brasilianischen Kultur und wurde im September des gleichen Jahres zum Ehrenbürger Recifes ernannt.
Dos Santos starb am 30. Juni 1997 im Santa-Joana-Krankenhaus der Stadt Recife an einem Schlaganfall.